# NAe São Paulo (A–12)
A NAe São Paulo (A–12) Brazília flottájának zászlóshajója, Clemenceau osztályú repülőgép-hordozó. Eredeti neve Foch volt, mostani nevét São Paulo városról kapta.
Brazília 2000-ben vásárolta meg repülőgépek nélkül, hogy felváltsa a már minden szempontból elavultnak számító, brit Colossus osztályú, második világháború korabeli NAe Minas Gerais (ex brit HMS Vengeance) addig zászlóshajót. Mindössze 12 millió dollárért jutott hozzá a Franciaországban leselejtezésre ítélt hajóhoz, amelyhez Kuvaittól vásárolt A–4 Skyhawk típusú repülőgépeket 70 millió dollárért. Így egy minden szempontból ütőképesebb csapásmérő erőhöz jutott kedvező áron.
2012. február 22-én tűz ütött ki a matrózok alvóhelyén. Noha a tüzet sikerült megfékezni, egy ember meghalt.

## Galéria

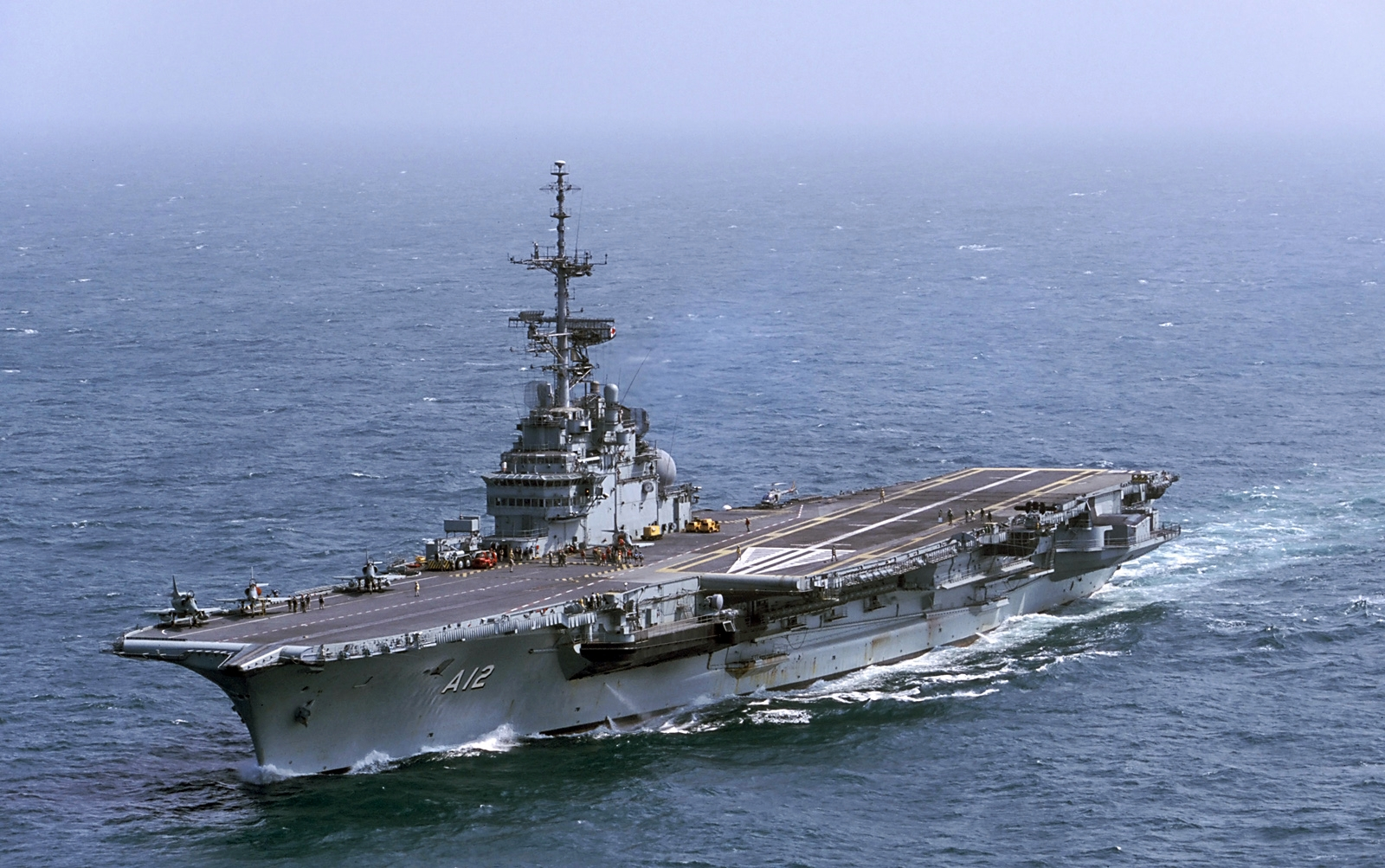
A brazil NAe Sao Paulo (ex FS Foch) repülőgép-hordozó a nyílt tengeren.
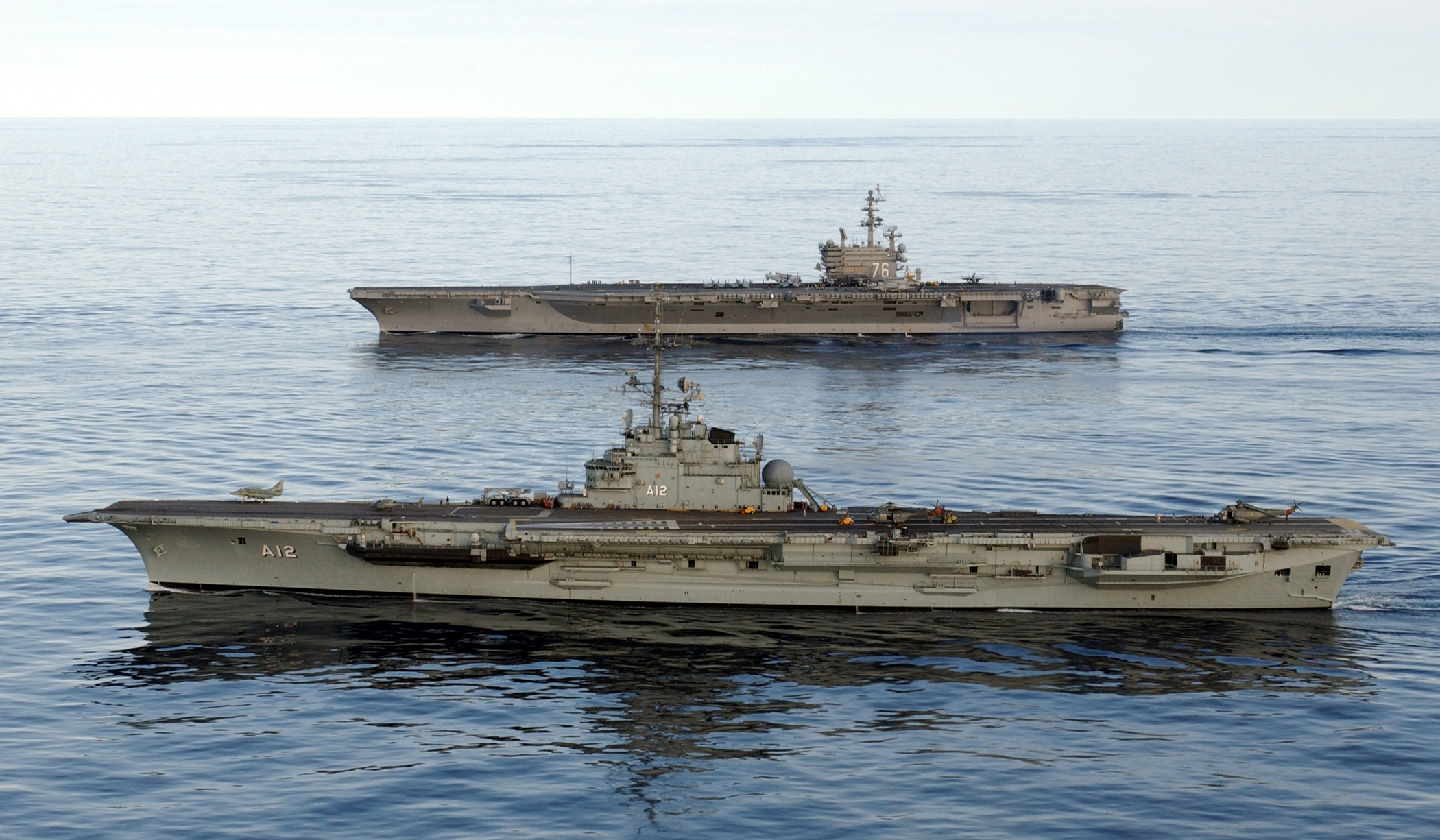
A brazil NAe Sao Paulo (A12) az amerikai USS Ronald Reagan (CVN–76) szuper repülőgép-hordozó társaságában, 2004-ben.